# Moby Niki
Le Moby Niki est un ferry de la compagnie italienne Moby Lines. Construit de 1973 à 1974 par les chantiers ouest-allemands Werft Nobiskrug pour la compagnie suédoise Lion Ferry, il portait à l'origine le nom d'Europafärjan III. Mis en service entre la Suède et le Danemark en septembre 1974 pour le compte de Lion Ferry puis de Stena Line, il est revendu au groupe Corsica Ferries en 1983. Exploité sur les lignes reliant l'Italie à la Corse sous le nom de Corsica Serena II puis de Corsica Serena Seconda à partir de 1999, il est ensuite cédé en 2011 à une société italo-albannaise qui le fait naviguer en mer Adriatique sous le nom d‘European Voyager. Il est finalement racheté en 2016 par Moby Lines qui l'utilise principalement sur les lignes de l'île d'Elbe.

## Histoire

### Origines et construction
L‘Europafärjan III est commandé au début des années 1970 par la compagnie Lion Ferry afin de supplanter l‘Europafärjan II sur la ligne entre Varberg et Grenå. Ce dernier, bien que récemment acquis par la compagnie suédoise, se révèle rapidement inadapté à la ligne. Son remplaçant est ainsi conçu pour transporter un plus grand nombre de véhicules sur trois niveaux de garage à une vitesse plus élevée. La conception de ses installations est quant à elle plus orientée pour une exploitation de jour avec un faible nombre de couchettes.
La mise sur cale a lieu aux chantiers ouest allemand Werft Nobiskrug de Rendsburg le 24 octobre 1973 puis le navire est lancé le 25 mai 1974. L‘Europafärjan III est livré à son armateur le 6 septembre suivant, peu après ses essais en mer.

### Service

#### Lion Ferry/Stena Line (1974-1983)
L‘Europafärjan III entame son service entre Varberg et Grenå le 8 septembre 1974.
Le 19 septembre 1978, le navire se retrouve bloqué durant douze heures au large de Varberg en raison de fortes rafales de vent et d'une panne de son propulseur d'étrave, rendant impossible toute manœuvre d'accostage dans ces conditions. Le car-ferry est finalement dérouté sur Göteborg et accoste au terminal de Stena Line où les passagers sont conduits vers un bus pour rejoindre Varberg. Le propulseur d'étrave du navire sera par la suite réparé.
Le 10 décembre, il s'échoue à proximité de l'île de Kalkgrundet non loin de Grenå et y reste bloqué plusieurs jours avant d'être finalement dégagé.
En août 1982, l‘Europafärjan III est vendu à la société Varberg - Grenå Linjen, filiale de Stena Line, tout en conservant son affectation habituelle.
En mars 1983, il est revendu à la société luxembourgeoise Tourship SA, holding du groupe bastiais Corsica Ferries. Le car-ferry réalise sa dernière traversée pour Stena Line le 23 mars puis est désarmé à Göteborg. Il quitte ensuite la Suède le 24 avril pour rejoindre l'Italie.

#### Corsica Ferries (1983-2011)
Réceptionné par le groupe Corsica Ferries, le navire est renommé Corsica Serena II. Après quelques travaux de transformation comprenant notamment la mise aux couleurs de son nouveau propriétaire se caractérisant par sa coque repeinte en jaune, le car-ferry est mis en service en mai 1983 entre Livourne et Bastia.
L'arrivée de ce nouveau navire permet ainsi à Corsica Ferries d'augmenter le nombre de traversées et de places, en particulier au niveau du garage, dans un contexte où le tourisme italien en Corse est en plein essor. Mais la mise en service du Corsica Serena II permet surtout à la compagnie de faire face à la concurrence de sa nouvelle rivale italienne Nav. Ar. Ma. Lines, qui a également profité de ce boom des touristes italiens pour s'installer entre Livourne et Bastia. La flotte de Corsica Ferries compte par ailleurs l'ancien Europafärjan II qui a intégré l'armement bastiais en 1976 sous le nom de Corsica Nova.

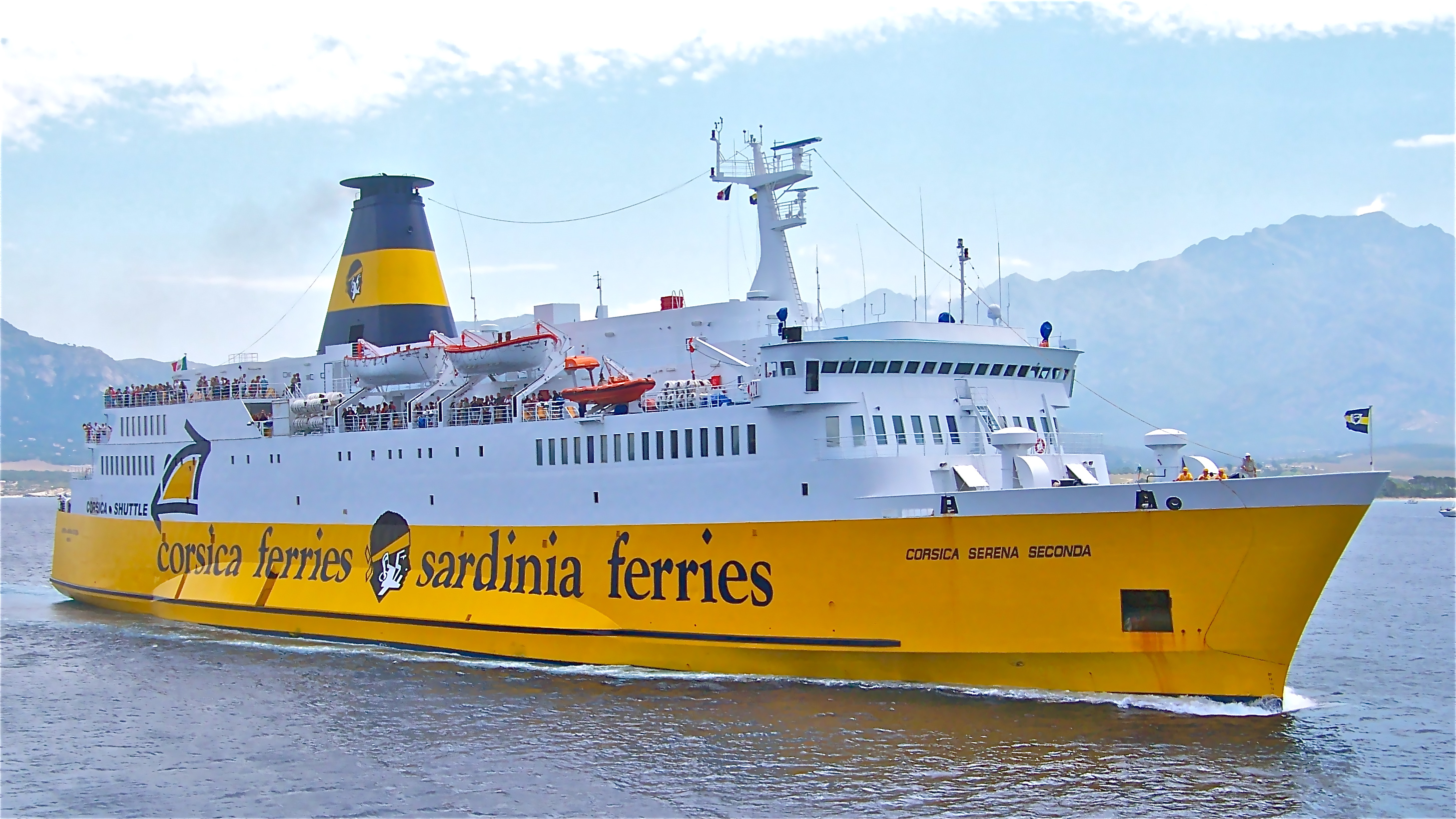
Le Corsica Serena Seconda à Calvi.

À partir de la saison 1997, le Corsica Serena II inaugure le service rapide « Corsica Shuttle » entre Livourne et Bastia en tandem avec le Corsica Marina II.
En 1999, les marques commerciales Corsica Ferries et Sardinia Ferries sont fusionnées et apparaissent désormais conjointement sur les flancs du navire qui est renommé à l'occasion Corsica Serena Seconda et immatriculé au registre international italien.
En 2001, le car-ferry se voit adjoindre deux sponsons latéraux sur ses flancs dans le but d'augmenter sa stabilité.
À partir de la saison 2006, le navire dessert principalement la Corse depuis Nice et Savone.
À l'aube des années 2010, le car-ferry ne correspond plus aux attentes de la clientèle. Sa conception fait que ses installations se révèlent plutôt inconfortables, même pour des trajets de courte distance. De plus, le navire vieillissant n'est plus adapté aux nouvelles règles de la convention de Stockholm. Le 12 septembre 2010, il est désarmé à Savone et mis en vente.

#### Albania Ferries (2011-2016)
Le 24 mai 2011, le Corsica Serena Seconda est acquis par la société portugaise Almada Shipping, filiale du groupe italo-albannais Albania Ferries. Renommé European Voyager, il rejoint Brindisi, à l'est de l'Italie, le 18 juin.
Le navire entame son nouveau service entre l'Italie et l'Albanie le 6 juillet pour le compte d'European Ferries. Par manque d'investissement, l‘European Voyager conserve la livrée jaune de Corsica Ferries ainsi que les aménagements intérieurs. Seuls les logos sur la coque et la cheminée sont retirés. Aucune autre modification ne sera apportée au navire, à l'exception du bar extérieur, supprimé en 2012 et remplacé par des logements pour l'équipage.
En 2014, il est affrété par la compagnie Siremar afin de d'assurer la liaison entre les îles de Linosa et de Lampedusa.
En octobre 2016, après avoir passé une grande partie de l'année désarmé à Brindisi, l‘European Voyager est vendu à la compagnie italienne Moby Lines.

#### Moby Lines (depuis 2016)
Rebaptisé Moby Niki, le car-ferry est profondément transformé à Messine. Sa coque est décorée à l'effigie du personnage de Batman, de même que les aménagements intérieurs qui arborent de nombreuses références au héros de DC Comics.
Une fois les transformations terminées, le Moby Niki entre en service en mai 2017 entre Piombino et l'île d'Elbe.
Le 19 septembre, le navire réalise sa première escale à Bastia sous les couleurs de Moby Lines, marquant son premier passage en Corse depuis 2010.
En décembre, il heurte un haut-fond alors qu'il navigue entre l'île d'Elbe et le continent mais s'en tire avec peu de dommages.
Le 26 mai 2018, alors qu'il se trouve au large de Piombino, le Moby Niki est victime d'un accident électrique blessant le chef mécanicien et un électricien qui sont alors héliportés vers l'hôpital le plus proche. Le navire regagne ensuite Piombino moins d'une heure après son départ et les 300 passagers sont pris en charge par d'autres navires du groupe Onorato.

## Aménagements
Le Moby Niki possède 9 ponts. Les installations des passagers sont situées sur les ponts 6, 7 et 8. Les locaux de l'équipage occupent majoritairement le pont 7 ainsi que les ponts inférieurs. L'intégralité des ponts 3, 4 et 5 abritent quant à eux les garages.

### Locaux communs
Les installations destinées aux passagers occupent la totalité du pont 6 et une partie des ponts 7 et 8. Le Corsica Serena Seconda était à l'époque équipé d'un bar, d'un snack, d'un restaurant self-service, et d'un bar extérieur qui sera cependant supprimé en 2012 par European Ferries.
À la suite de l'acquisition du navire par Moby Lines, de nombreuses transformations interviennent au niveau des installations, la décoration est modifiée et intègre diverses références à l'univers de Batman et un salons fauteuils est aménagé à l'arrière au pont 8.

### Cabines
À l'origine, le navire disposait de 32 cabines. Neuf d'entre elles, situées sur le pont 7, étaient pourvues de sanitaires complets tandis que les autres, sur le pont 2 en dessous des garages, ne proposaient qu'un lavabo.
Depuis le rachat du navire par Moby Lines, plus aucune cabine n'est commercialisée lors des traversées.

## Caractéristiques
le Moby Niki mesure 118,70 mètres de longueur pour 18,54 mètres de largeur, son tonnage est de 9 279 UMS depuis 2012. Le navire a une capacité de 1 400 passagers et est pourvu d'un garage pouvant contenir 400 véhicules répartis sur trois ponts, le garage est accessible par deux portes rampes, une à la proue et une à la poupe. La propulsion est assurée par quatre moteurs diesel Atlas MaK 9M453AK développant une capacité de 9 415 kW faisant filer le navire à une vitesse de 21,5 nœuds. Le navire dispose de deux embarcations de sauvetage ouvertes de taille moyenne et deux de plus petite taille.

## Lignes desservies
Pour Lion Ferry puis pour Stena Line, de 1974 à 1983, l‘Europafärjan III était affecté entre la Suède et le Danemark sur la ligne Varberg - Grenå.
À partir de 1983, le navire dessert les lignes de Corsica Ferries entre l'Italie et la Corse. Il navigue ainsi entre Livourne et Bastia dans un premier temps puis sur La Spezia - Bastia qui sera cependant fermée peu après. En 1997, le Corsica Serena II est placé en tandem avec le Corsica Marina II entre Livourne et Bastia. En 2006, il est redéployé sur les lignes entre Nice et la Corse et dessert principalement L'Île-Rousse et Calvi jusqu'en septembre 2010.
Vendu en 2011, il est affecté aux lignes d'European Ferries entre l'Italie et l'Albanie, principalement au départ de Brindisi vers Vlorë et parfois Durrës. En 2014 il sert exceptionnellement entre Linosa et Lampedusa dans le cadre d'un affrètement par la compagnie Siremar.
En 2017, il intègre la flotte de Moby Lines qui le fait naviguer entre le continent et l'île d'Elbe sur la ligne Piombino - Portoferraio. Il est parfois affecté sur la Corse sur les lignes Livourne - Bastia, Gênes - Bastia et jusqu'en 2019, Nice - Bastia en remplacement des autres navires habituellement affectés à ces lignes.